# سایپا اطلس
سایپا اطلس خودروی هاچ‌بک ساخت سایپا است. این خودرو گرچه توسط سازنده خودرویی مستقل دانسته می‌شود اما یک فیس‌لیفت از سایپا کوییک شمرده می‌شود.
اطلس در کنار سهند از سری خودروهای نسل جدید گروه خودروسازی سایپا به شمار می‌روند. این خودرو در دو نوع فول آپشن و لو آپشن و سه تریم S, G و E (دو تریم S و G با جعبه‌دنده دستی، و تریم E با جعبه‌دنده خودکار) به بازار عرضه خواهد شد.

## تاریخچه

### پیش از عرضه
ریشه‌های اطلس به نسخهٔ هاچ‌بک تیبا که با نام تیبا ۲ شناخته می‌شود بازمی‌گردد. سایپا تولید انبوه تیبا ۲ را در خرداد ۱۳۹۲ آغاز کرد. ذکر این نکته خالی از لطف نیست که سایپا در تیبا با تلفیق قطعات پراید، کیا ریو و رنو تندر ۹۰ موفق به خلق سکویی اختصاصی شد که با نام ایکس۲۰۰ شناخته می‌شود. در حدود ۴ سال بعد و در ۱۶ اسفند ۱۳۹۵ سایپا از هاچ‌بک کوییک رونمایی کرد که نسخهٔ تغییریافته‌ای از تیبا ۲ بود. در سال ۱۳۹۹ سایپا به‌جهت به‌روزرسانی کوییک از مدل فیس‌لیفت آن با پسوند اس پرده برداشت.
با این حال، در اواخر همان سال زمزمه‌هایی در مورد یک هاچ‌بک جدید در سگمنت بی با نام اطلس شنیده شد. در آن زمان، مدیرعامل سایپا وعده داد تا این خودرو «به‌زودی» روانهٔ بازار خودرو شود. در سال ۱۴۰۱ و در جریان نمایشگاه تحول صنعت خودرو، سایپا به‌طور غیررسمی از هاچ‌بک اطلس رونمایی کرد. در طول سال‌های ۱۴۰۱ و ۱۴۰۲ نمونه‌های آزمایشی این خودرو در حال تردد و تست‌های جاده‌ای دیده شدند و مشخصات این خودرو در ابتدای سال ۱۴۰۲ توسط سایپا به نمایش گذاشته شد.

### اطلس (۱۴۰۲–اکنون)
شرایط فروش اطلس توسط سایپا در ۲۰ اردیبهشت ۱۴۰۲ اعلام شد. در جریان نمایشگاه خودرو مشهد ۱۴۰۲، سایپا به‌طور رسمی از هاچ‌بک اطلس رونمایی و آن را در دید عموم گذاشت. اولین سری اطلس در اسفند ۱۴۰۲ تحویل مشتریان شد. در ابتدا تیپ G اطلس به بازار عرضه شد.
سایپا اطلس طبق اعلام اولیهٔ سایپا قرار بود در ۴ تیپ S, G, L و E عرضه شود که دو تیپ S و G به جعبه‌دنده دستی ۵ سرعته و دو تیپ L و E به جعبه‌دنده متغیر پیوسته با شبیه‌سازی ۶ سرعته مجهز هستند. تیپ S نسخهٔ پایه با گیربکس دستی است و تیپ G نمونهٔ فول‌آپشن این محصول به‌شمار می‌رود. همچنین تیپ L نسخهٔ پایه مدل اتوماتیک و تیپ E نیز نمونهٔ فول‌آپشن مدل اتوماتیک است. در تیر ۱۴۰۳، سایپا مشخصات تیپ L اطلس را از کاتالوگ‌ها حذف کرد و این اقدام به منظور کنار گذاشته شدن این تیپ تلقی شد.

نمای جلو اطلس G
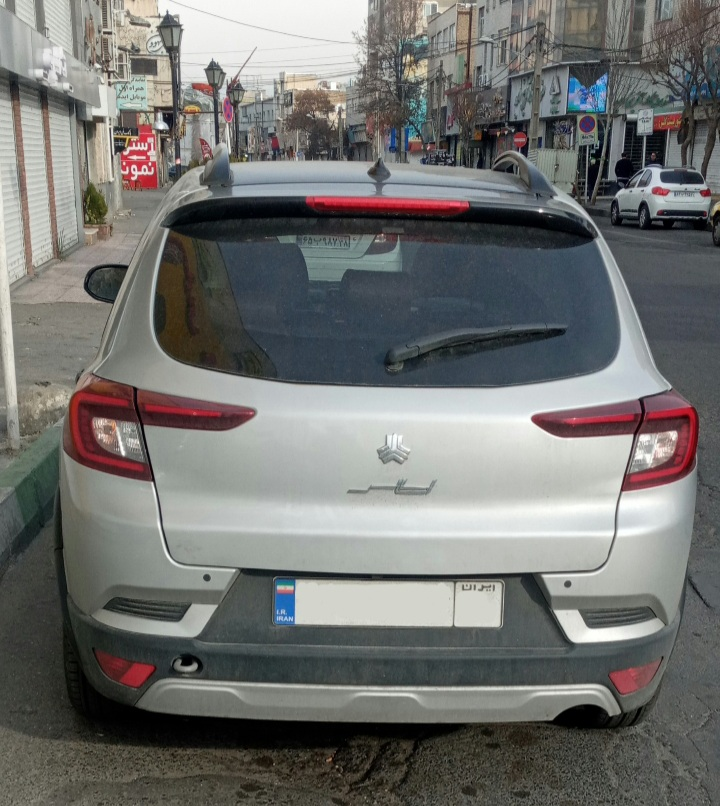
نمای عقب اطلس G

## طراحی
اساس پلتفرم اطلس مطابق با کوییک و تیبا ۲ بوده و این موضوع در طراحی این خودرو تا حد زیادی مشهود است. طراحی نمای جلو و عقب در مقایسه با کوییک تغییراتی داشته و بر اساس خطوط جدید سایپا است، و می توان گفت از نظر ظاهر و چهره با خودرو جدیدی روبه رو هستیم اما طراحی نمای جانبی آن تقریباً بدون تغییر مانده و همین موضوع از دید برخی باعث ایجاد ناهماهنگی در ظاهر خودرو شده‌است.
طراحی داشبورد این خودرو با سهند یکی است و با تریم زرشکی و کرم عرضه می شود (تریم داخلی این خودرو در تیپ اتوماتیک و دنده ای متفاوت است)طراحی کلی داخل این خودرو نسبت تیبا ۲ و کوییک متفاوت بوده و طراحی آن مشابه نسل دوم رنو لوگان و همچنین دریچه کولرهای آن نیز مشابه با مدل‌های جدید مرسدس-بنز است. با این حال، غربیلک فرمان اطلس مشابه چیزی‌ست که پیش از این در برخی مدل‌های ساینا s و کوییک s دیده شده. همچنین طراحی آینه‌بغل‌های این خودرو نیز مشابه سایپا شاهین است.
برخی منتقدان مدعی شباهت طراحی این خودرو با فورد فیگو، کیا فورت و رنو کپچر و آریزو ۵ اسپرت شده‌اند.

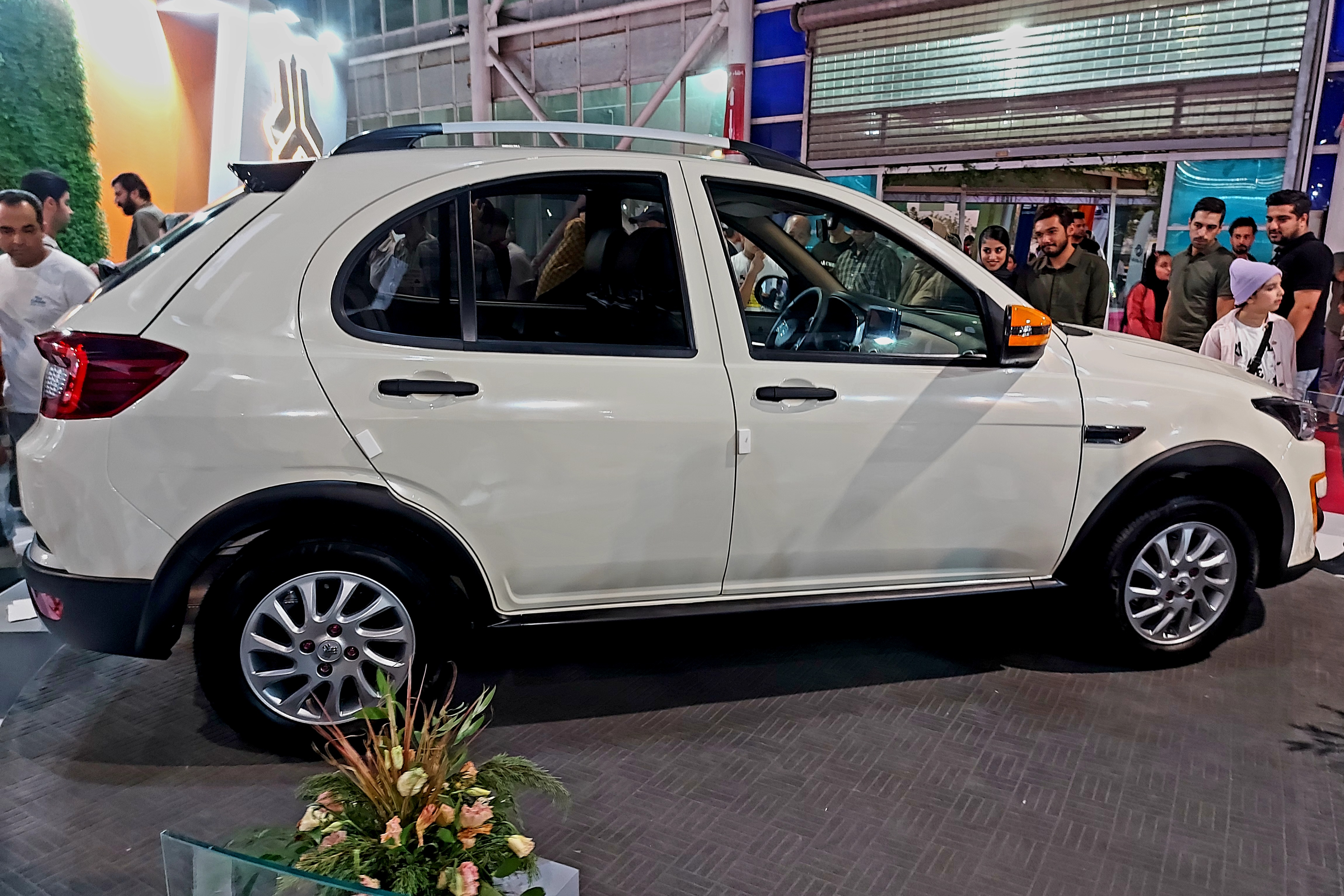
نمای بغل
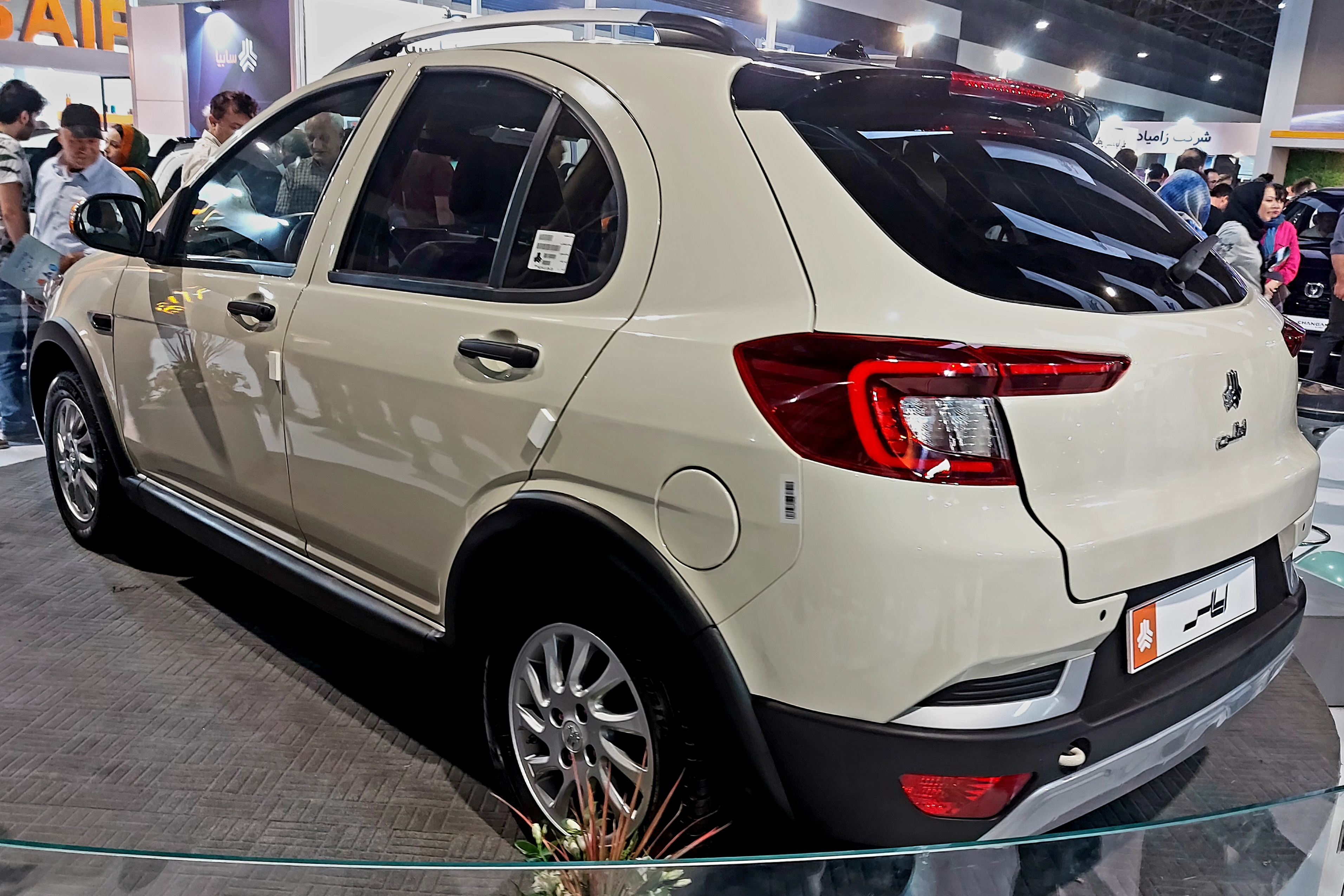
نمای عقب

## ویژگی‌های فنی و امکانات

### پیشرانه

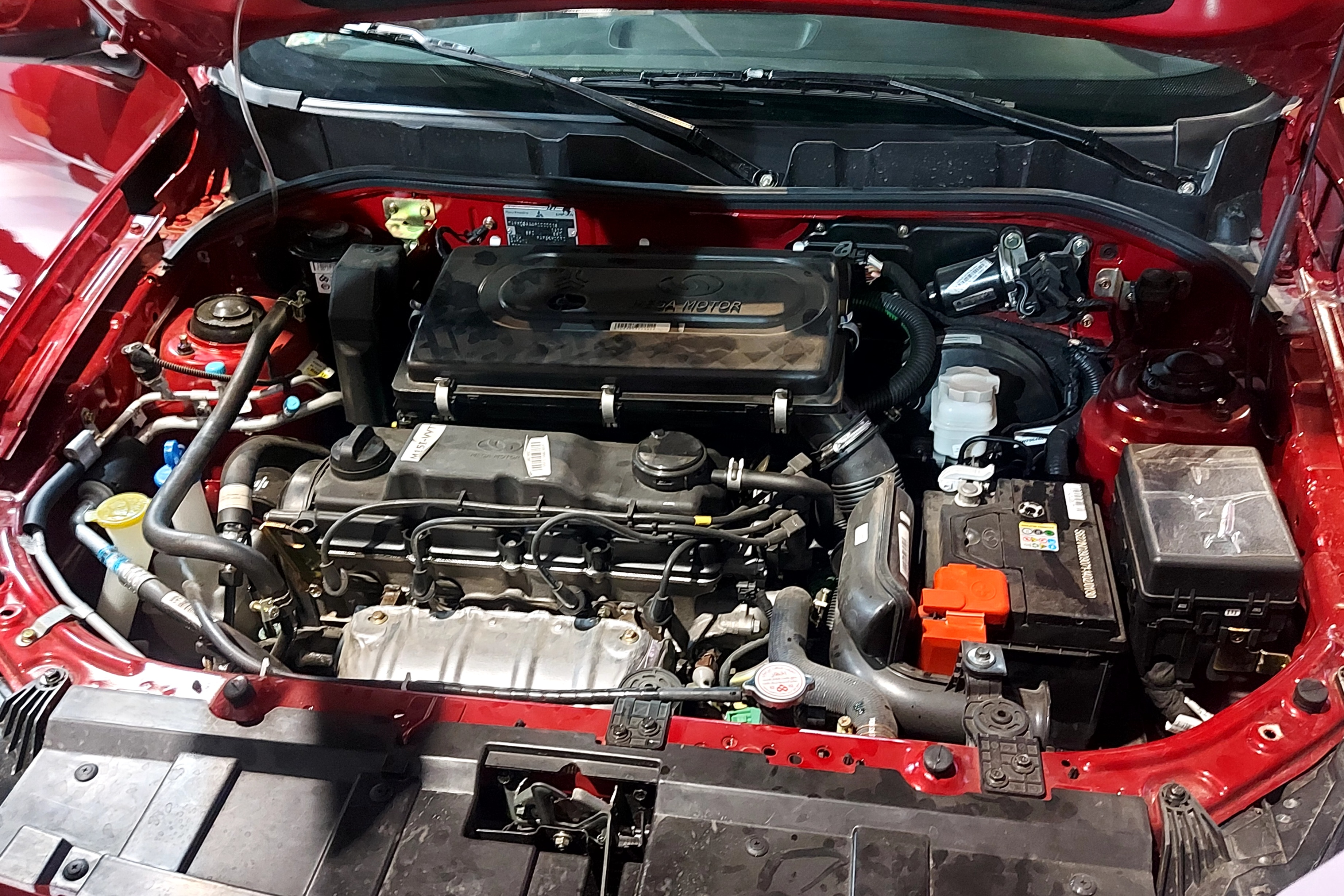
موتور M15+

سایپا اطلس به‌مانند نیاکان خود از موتور ۱٫۵ لیتری M15 بهره می‌برد که مدل حجم‌خوردهٔ موتور پراید است. با این حال، این موتور در اطلس دستخوش تغییراتی شده و اکنون با کد M15+ شناخته می‌شود. این موتور با تغییراتی چون سرسیلندر، چندراهه، میل سوپاپ بلوک سیلندر، درپوش سوپاپ، دماپای حرارتی و… همراه بوده که سبب افزایش قدرت و گشتاور، عملکرد بهتر سامانه خنک‌کاری، استفاده از فناوری زمان‌بندی متغیر سوپاپ‌ها (VVT)، کاهش مصرف سوخت و… شده‌است. این پیشرانه که اکنون با نام M15GSI شناخته می شود، قدرتی معادل ۹۰ اسب بخار و گشتاوری برابر با ۱۳۷ نیوتن متر تولید کند.
| نام  | حجم موتور | نوع              | قدرت                                                            | گشتاور                                                 | حداکثر سرعت | شتاب ۰ تا ۱۰۰ | مصرف سوخت ترکیبی                                                                      | جعبه‌دنده            |
| ---- | --------- | ---------------- | --------------------------------------------------------------- | ------------------------------------------------------ | ----------- | ------------- | ------------------------------------------------------------------------------------- | ------------------- |
| M15+ | ۱۵۰۳ سی‌سی | ۴ سیلندر ۸ سوپاپ | ۹۰ اسب بخار (۶۷ کیلووات؛ ۹۱ اسب بخار متری) در ۵۲۵۰ دور در دقیقه | ۱۳۷ نیوتن متر (۱۰۱ پوند نیرو-فوت) در ۴۰۰۰ دور در دقیقه | -           | -             | ۶٫۹۳ لیتر بر ۱۰۰ کیلومتر (۴۰٫۸ مایل بر گالون بریتانیایی؛ ۳۳٫۹ مایل بر گالون آمریکایی) | ۵ سرعتهٔ دستی سی‌وی‌تی |

### جعبه‌دنده
اطلس بسته به تیپ با جعبه‌دنده دستی ۵ سرعته یا جعبه‌دنده متغیر پیوسته با شبیه‌سازی ۶ سرعته عرضه می‌شود.

### تعلیق
تعلیق اطلس در محور جلو از نوع مک فرسون و در محور عقب از نوع یکپارچه میله پیچشی است.

### ترمز
اطلس در چرخ‌های جلو از ترمز دیسکی بهره برده و ترمز چرخ‌های عقب آن نیز از نوع کاسه‌ای است. همچنین ترمزهای این خودرو به سیستم‌هایی نظیر ترمز ضد قفل ABS، توزیع نیروی ترمز الکترونیکی EBD و ترمز اضطراری BAS نیز مجهزند.

### امکانات رفاهی
سایپا اطلس طبق اعلام سایپا قرار است در ۴ تیپ S, G, L و E عرضه شود که دو تیپ S و G به جعبه‌دنده دستی ۵ سرعته و دو تیپ L و E به جعبه‌دنده متغیر پیوسته با شبیه‌سازی ۶ سرعته مجهز هستند. تیپ S نسخهٔ پایه با گیربکس دستی است و تیپ G نمونهٔ فول‌آپشن این محصول به‌شمار می‌رود. همچنین تیپ L نسخهٔ پایه مدل خودکار و تیپ E نیز نمونهٔ فول‌آپشن مدل خودکار است.
سایپا اطلس E به عنوان نمونه فول آپشن اطلس با رادار نقاط کور، حسگر باران، شیشه دودی عقب، تنظیم برقی صندلی راننده به همراه گرمکن، سقف دو رنگ، سانروف، استارت دکمه‌ای، کروز کنترل، تریم داخلی دو رنگ، آنتن سقفی کوسه ای، آیینه تاشو برقی، فرمان چند منظوره، دوربین دید عقب و نمایشگر ۷ اینچی به بازار می‌آید.
سایپا اطلس G، رادار نقاط کور، حسگر باران، شیشه دودی عقب، امکان تنظیم برقی صندلی راننده با گرمکن، استارت دکمه‌ای و کروز کنترل ندارد. اما تمامی آپشن‌های دیگر اطلس E در این تیپ هم وجود دارند.
سایپا اطلس L، علاوه‌بر تمام امکاناتی که در اطلس G حذف شدند، سقف دو رنگ و سانروف را هم ندارد. اما مابقی آپشن‌هایی که در مدل‌های G و E وجود دارند، در این تیپ هم مشاهده می‌شوند. بعدها و با تغییر سیاست سایپا این تیپ کنار گذاشته شد.
سایپا اطلس S، فقط با جعبه‌دنده پنج سرعته دستی و صندلی تاشو عقب به دست مشتریان می‌رسد. یعنی هیچ‌کدام از آپشن‌های اضافه مدل‌های دیگر، در این تیپ وجود ندارد.

## اطلس برقی
نسخه برقی اطلس از پیشرانه‌ای برقی با حداکثر قدرت ۹۴ اسب بخار و گشتاور ۲۵۰ نیوتن متر استفاده می‌کند. شتاب صفر تا ۱۰۰ کیلومتر بر ساعت این خودرو هم ۱۲ ثانیه خواهد بود. ظرفیت باتری این خودرو ۳۵ کیلووات ساعت است. حداکثر شعاع پیمایش با یکبار شارژ کامل نیز ۲۷۰ کیلومتر خواهد بود. ضمن اینکه مدت زمان شارژ آهسته و سریع این خودرو به ترتیب ۴ ساعت و ۴۰ دقیقه است. حداکثر سرعت نیز ۱۳۰ کیلومتر بر ساعت خواهد بود. البته این اعداد احتمالاً در نسخه نهایی با تغییراتی همراه می‌شوند. چون نمونه اولیه اطلس برقی، فعلاً در حد یک کانسپت بوده و راه درازی تا تولید انبوه پیش روی خود دارد.